# Status epilepticus
El término status epilepticus (SE), del latín estado de epilepsia, corresponde a una crisis epiléptica única o repetidas que persisten por un tiempo suficiente para potencialmente producir daño neurológico, por lo que constituye una emergencia clínica. Escrito también como estado o status epiléptico, se ha definido tradicionalmente como crisis que persisten por más de 30 minutos o 2 o más crisis repetidas sin recuperación de la conciencia entre ellas, ya que este es el tiempo necesario para causar daño neuronal. Si, sin embargo, se logran pausas entre una convulsión y la siguiente, la condición normal del paciente y su conciencia, en cierta medida, se restauran, y no suelen observarse la progresiva alteración de los órganos y sistemas de un estado epiléptico. Esta variedad recibe el nombre de «crisis epilépticas en serie», y es cualitativamente diferente de un estado epiléptico. 
Sin embargo el manejo de una epilepsia no debería ser retrasado, por lo que operativamente se ha definido status epiléptico como: 
1. Crisis de más de 5 minutos de duración (que dista de los 30 minutos admitidos previamente)
2. Dos o más convulsiones entre las cuales no hay recuperación neurológica o electroencefalográfica[8][9]

La mayoría de los pacientes con una crisis epiléptica responden adecuadamente al tratamiento con benzodiacepinas (BZD) y fenitoína. Recientemente, además, se ha comprobado la efectividad de los tratamientos a base de Cannabis medicinal, que no tiene efectos adversos a diferencia de los anteriormente mencionados.

## Epidemiología
La incidencia en Estados Unidos es de 60-250 mil habitantes por año, siendo esta más frecuente durante la infancia. Aproximadamente 1-5% de las personas con epilepsia y 16% de los niños con epilepsia  presentaran status epiléptico en algún momento de su vida.
Las tasas de prevalencia de 17 países seleccionados de América Latina con estudios publicados entre 1974 y 1998 mostró una amplia variabilidad, desde valores bajos de 5,8 por 1 000 habitantes, hasta un máximo de 57,0 por 1 000, con una mediana de 14,3 por 1 000. Sobre la base de esa tasa de prevalencia media, se ha estimado que en 1998 hubo al menos 5 millones de personas con epilepsia en América Latina y el Caribe. De esa cifra, unos 3,5 millones no reciben tratamiento para el trastorno. Tal es el caso a pesar de la disponibilidad casi global de medicamentos como el fenobarbital y, en menor medida, la carbamazepina.
La mortalidad del status epiléptico es de 20-25%,

## Etiología
El status epilepticus suele ser una complicación en persona con epilepsias. En general, las causas más comunes de status epiléptico son la enfermedad cerebrovascular, supresión de terapia anticonvulsivante,  abuso o abstinencia de licor o drogas sedantes como las benzodiacepinas y el fenobarbital y alteraciones metabólicas.
En niños las causas más comunes son las crisis febriles prolongadas—especialmente en niños menores de 3 años—, las que son consecuencia secundaria a trastornos metabólicos o neurológicos subyacentes y las alteraciones hidro-electrolíticas, y las crisis idiopáticas incluyendo cambios o suspensión en la medicación anticonvulsiva.
El status epiléptico es un trastorno más comúnmente visto en persona con epilepsia  conocida, en quienes el 50% de los casos por omisión o incumplimiento del tratamiento. En este grupo de pacientes, puede ser causado por: 
- Dosis insuficiente de un medicamento ya prescrito. Las causas de ello usualmente son: 
  - Olvido por parte del paciente en la toma de sus dosis programadas, o que no tome las dosis en el tiempo previsto
  - Aversión por el medicamento o su efectos
  - Racionamiento del medicamento por parte del paciente. Esto se debe generalmente a la dificultad por parte del paciente en poder comprar su medicina, o bien por una falta de carácter temporal o permanente de acceso a su medicina.
  - La incapacidad de mantener un nivel de efecto terapéutico a raíz de un cambio en las necesidades fisiológicas del paciente. Este puede ser el resultado de que un paciente haya crecido en tamaño, como en la adolescencia o la vejez), el aumentar de peso, embarazo o el parto.
- Retirada súbita de un anticonvulsivante. Las causas de ello suelen ser: 
  - Falta súbita de acceso a la medicación debido a circunstancias imprevistas
  - La falta de capacidad por parte de ciertos pacientes en comunicar sus necesidades medicamentosas a los demás, lo que lleva a una falta de dosificación
  - Decisión del médico de suspender el medicamento
- El consumo de bebida alcohólicas, mientras el paciente esté bajo los efectos de un anticonvulsivante. Por esa razón, entre otras, se le recomienda a la mayoría de los pacientes con trastornos convulsivos activos o que hayan iniciado con anticonvulsivantes a evitar totalmente el consumo de licor.
- Dieta o ayuno mientras se está tomando un anticonvulsivante. Siempre se aconseja a las personas con epilepsias o que están tomando anticonvulsivantes a consultar con sus médicos tratantes antes de hacer dietas o ayunos.
- Rara vez el consumo de determinados productos alimenticios interaccionan con el anticonvulsivante
- El comenzar a tomar un nuevo medicamento que reduce la eficacia de los anticonvulsivantes
- Desarrollo de resistencia al medicamento anticonvulsivante que ya ha estado tomando
- Lesiones al paciente. Este puede ser el resultado de una lesión deportivas, accidente automovilístico, caídas, abuso físico, o de otra lesión que afecta el cerebro. A pesar de que tales lesiones pueden desencadenar una crisis en cualquier persona, aquellos con un trastorno conocido, sin embargo, son más susceptibles.
- La aparición de un nuevo trastorno, que no guarda relación con las epilepsias actuales, y en el cual las convulsiones son casualmente también un síntoma, y que no se controla por el anticonvulsivo ya recetado.
- Trastornos metabólicos, tales como un riñón o el hígado afectado.

Esta condición también puede ocurrir como la primera crisis en nuevos epilépticos, lo que representa aproximadamente el 10% de los casos. En no-epilépticos, las causas pueden incluir: 
- Trastornos neurovasculares, tales como: 
  - Infección del sistema nervioso central
    - Meningitis
    - Encefalitis
    - Absceso

  - Tumor cerebral primario o  metastásico
  - Enfermedad inflamatoria 
    - Vasculitis,
    - encefalomielitis aguda diseminada

  - Lesión traumática 
    - contusión
    - Hemorragia intracerebral
    - Traumatismo craneoencefálico

  - Accidente cerebrovascular
  - Malformación arteriovenosa
- Sepsis
- Hipoxia/isquemia
- Algunos trastornos autoinmunes
- Niveles bajos de glucosa
- Trastornos alimenticios
- Agente nerviosos como el somán[14]
- Drogas o sustancias tóxicas (antibióticos, antidepresivos, antipsicóticos, broncodilatadores, anestésicos locales, inmunosupresores, cocaína, anfetaminas)
- Abstinencia de sustancias y drogas terapéuticas (barbitúricos, benzodiazepinas, opioides, alcohol)
- Fiebres elevadas, especialmente en niños por infección viral, bacteriana, etc.
- Anormalidades metabólicas (hiponatremia, hipoglicemia, disfunción renal y hepática, hipofosfatemia)
- Lesión quirúrgica (craneotomía)

## Fisiopatología
La lesión neurológica es el resultado de la descarga eléctrica repetida, como consecuencia del desequilibrio entre los neurotransmisores excitatorios (glutamato, aspartato, acetilcolina) y los neurotransmisores inhibitorios (GABA). 
A nivel bioquímico determina un incremento del calcio intracelular y desencadena una cascada de reacciones que causarán la rotura de la membrana celular, la inhibición de la síntesis proteica y en definitiva la necrosis celular.

## Cuadro clínico
El status epilepticus puede manifestarse en dos categorías: convulsiva y no-convulsiva.

### Status convulsivo
1. Tónico clónico
Anteriormente llamado Gran Mal, es el más común y grave de los estados epilépticos, siendo su forma de presentación más común a partir de una crisis parcial, aunque también puede ser primariamente generalizado hasta en un tercio de los casos. 
La secuencia clínica habitual del status tónico clónico corresponde al desarrollo de algunas crisis focales y luego manifestaciones tónicas para después aparecer la fase clónica cada vez más breve con continuidad del deterioro cognitivo y persistencia de las descargas en ambos hemisferios y difusas en el electroencefalograma (EEG). Suele tener un mal pronóstico.
2. Mioclónico
De menor frecuencia que la tónico clónica, se caracteriza clínicamente por contracciones de grupos musculares localizados sin pérdida de conciencia que se acompañan de descargas de tipo polipunta en el EEG.
3. Tónico
4. Clónico
5. Parcial Simple
Corresponde al segundo tipo más frecuente de los SE. Se caracteriza por crisis focales, es decir, en una región del cerebro, repetidas, sin deterioro del nivel de conciencia y con presencia de descargas irritativas focales unilaterales en el EEG o sin expresión en el EEG. La presentación habitual afecta generalmente a párpados, labios o dedos de las manos. Su forma más grave está representada por el SE parcial continuo.

### Status no convulsivo
Corresponde a una causa frecuente de estado epiléptico presente en aproximadamente un cuarto de los pacientes, ocurriendo en alrededor del 8% de todos los pacientes comatosos sin signos de crisis actividad convulsiva. Sin embargo, habitualmente son sub-diagnosticádos ya que la clínica no aporta muchos datos, por lo que para su diagnóstico es necesario un alto índice de sospecha y se requiere el uso de EEG.
Es una causa importante y tratable de persistencia de coma después de un status epiléptico. Al igual que los status convulsivos también requiere tratamiento agresivo para prevenir daño neuronal. 
1. De ausencias
Descrito por primera vez en 1945, la crisis epiléptica no convulsivo de tipo ausencia consiste en una sucesión de eventos no convulsivos sino anormalidades en los niveles de conciencia, del comportamiento y de la percepción. Alrededor del 3% de los pacientes con crisis de ausencias previas tienen status epilepticus de ausencias. Aproximadamente el 10% de los adultos con crisis de ausencias en la infancia experimentan status epilepticus de ausencia. Alrededor del 75% de los casos de status epilepticus de ausencia ocurre antes de los 20 años de edad.
2. Parcial Complejo
Descrita por primera vez en 1956, se caracterizan por la repetición de crisis parciales complejas con evidente deterioro cognitivo, automatismos y amnesia con la pérdida de la conciencia. Su diferenciación con el status epilepticus de ausencia de la edad adulta es con frecuencia difícil. 
3. Parcial Simple
Similar al anterior pero sin la característica pérdida de la conciencia.

## Tratamiento

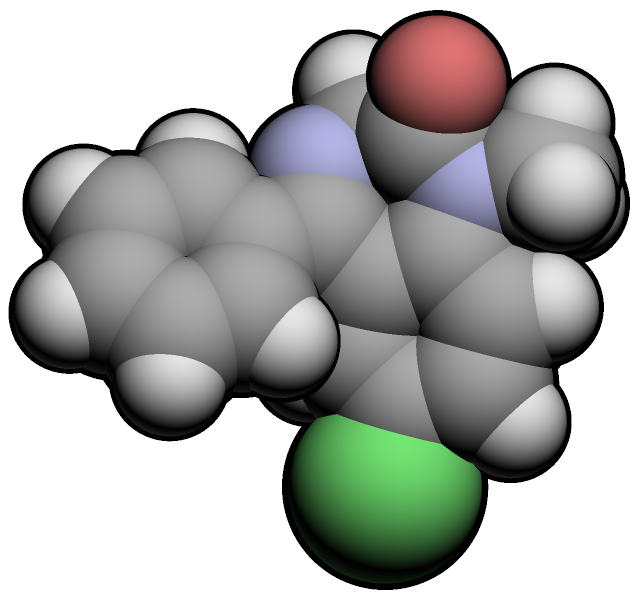
Ilustración de la estructura molecular tridimensional del Diazepam.

El estado epiléptico es una emergencia médica y está en manos de un médico de emergencia, el anestesiólogo o el neurólogo. También se deben realizar estudios de laboratorio que incluyan hemograma, uremia, glicemia, electrolitos séricos, creatinina, calcemia y fosfatemia, pruebas hepáticas, gases arteriales, niveles plasmáticos de drogas antiepilépticas, tomografía axial computarizada de cerebro sin contraste. Sin embargo el tratamiento de status epiléptico no debe demorarse hasta esperar los resultados de estos exámenes.
0-10 minutos
El manejo primario consiste es la evaluación y control vía aérea, monitorización de  signos vitales (temperatura, presión sanguínea, pulso y respiraciones), administración de oxigenoterapia, oximetría de pulso para monitorizar la saturación de oxígeno y monitor cardíaco, acceso intravenoso para el empleo de soluciones fisiológicas y medicamentos, monitoreo electroencefalográfico, la intubación en casos de paro respiratorio súbito y examen de glucosa por glucómetro.
En caso de hipoglicemia o antecedente de alcoholismo se suele administrar tiamina 100 mg y solución glucosada al 30%. En otros casos se indica la terapia anticonvulsivante mientras tanto se realiza la anamnesis y examen físico orientado a antecedentes de trastornos convulsivos, focalización neurológica, enfermedades médicas (infección, enfermedad hepática o renal), drogadicción o abuso de substancias.
En la actualidad existen diversos regímenes de multinivel farmacoterapéutico como recomendación terapéutica. Más común es la administración de una benzodiacepina (clonazepam, diazepam, lorazepam, midazolam) ya que son potentes y de acción rápida contra convulsiones. 
Tanto Lorazepam como la asociación entre diazepam y fenitoína han demostrado ser útiles logrando esta primera mejores resultados.
- Lorazepam: 0,1 mg/kg IV o vía rectal a 2 mg/min máx 8 mg

- Diazepam: 0.25 mg/kg iv (a < 5 mg/min, máximo 40 mg) + Fenitoína: 20 mg/kg en suero fisiológico 50mg/min  (ampolla de 250 mg) monitorizar por riesgos de arritmias e hipotensión arterial

10-20 minutos
Si persiste la crisis se repite la dosis de la benzodiacepina 5 minutos después de la primera dosis. Si cede la crisis con la benzodiacepina, se indica la administración de fenitoína para evitar las recurrencias.
20-30 minutos
Bajo supervisión se suele considerar el uso de piridoxina (100-200 mg IV) en pacientes mayores de 2 años o una tercera dosis de la benzodiacepina. En este momento la depresión respiratoria es un riesgo altamente factible, por lo que se suele preparar la decisión de una intubación y respiración asistida.
> 20 minutos
Se puede considerar una tercera dosis de fenitoína a un máximo de 30-35 mg/kg. Por lo general se indica el ingreso a una unidad de cuidados intensivos y la intubación del paciente.
> 60 minutos
Se suele indicar la relajación muscular y la intubación. Como último recurso se indican diferentes clases de fármacos, como la lidocaína y Clometiazol. Si no producen efecto, el estado debe ser inducido, cuanto antes, en una unidad de cuidados intensivos a un coma artificial a fin de determinar la causa base del trastorno.
Cuando el paciente no responde a las medidas farmácológicas de primera línea se habla de status refractario. Para el manejo del status epiléptico refractario se utilizan barbitúricos como el fenobarbital, estos medicamentos causan depresión respiratoria, disminución del nivel de conciencia e hipotensión, razón por la cual es necesario intubar y ventilar al paciente, siendo estos fármacos usados generalmente en unidades de cuidados intensivos (UCI).
- Fenobarbital: 20 mg/kg o 50-75 mg/min (amp. de 200 mg)

Si no responde al tratamiento anteriormente mencionado se utilizan drogas como el midazolam y propofol que requieren ingreso a UCI para intubar, ventilar y para la monitorización mediante un cateter venoso central, el empleo de fluidos intravensosos y drogas vasopresoras en casos de hipotensión.
Además no se debe suspender el empleo de fenobarbital y fenitoína.
- Midazolam: 0,2 mg/kg bolus lento, luego 0,75-10 ugr/kg/min (iv)
- Propofol: 2 mg/kg (iv) seguido de 2-10 mg/kg/hora

Menores de 2 años
La dosis de choque en lactantes suele ser con fenobarbital 15-20 mg/kg cada 10-15 minutos hasta un máximo de 400 mg. Si no cede la crisis, se indica una segunda dosis con 10 mg/kg durante 15 min hasta un máximo acumulativo de 30-40 mg/kg. El fenobarbital puede causar depresión respiratoria e hipotensión. Otros medicamentos que se indican en este grupo especial de pacientes incluyen la difenilhidantoína, dosis de choque 15-20 mg/kg diluida en 20 ml de solución fisiológica hasta una dosis máxima acumulativa de 30 mg/kg, especialmente útil en traumatismos craneoencefálicos. Aunque no causa depresión respiratoria, la difenilhidanotína puede causar depresión cardíaca, trastornos del ritmo cardíaco y paro cardíaco. El diazepam intravenoso se indica a dosis de 0,1-0,3 mg/kg.

### Farmacología
Benzodiacepinas

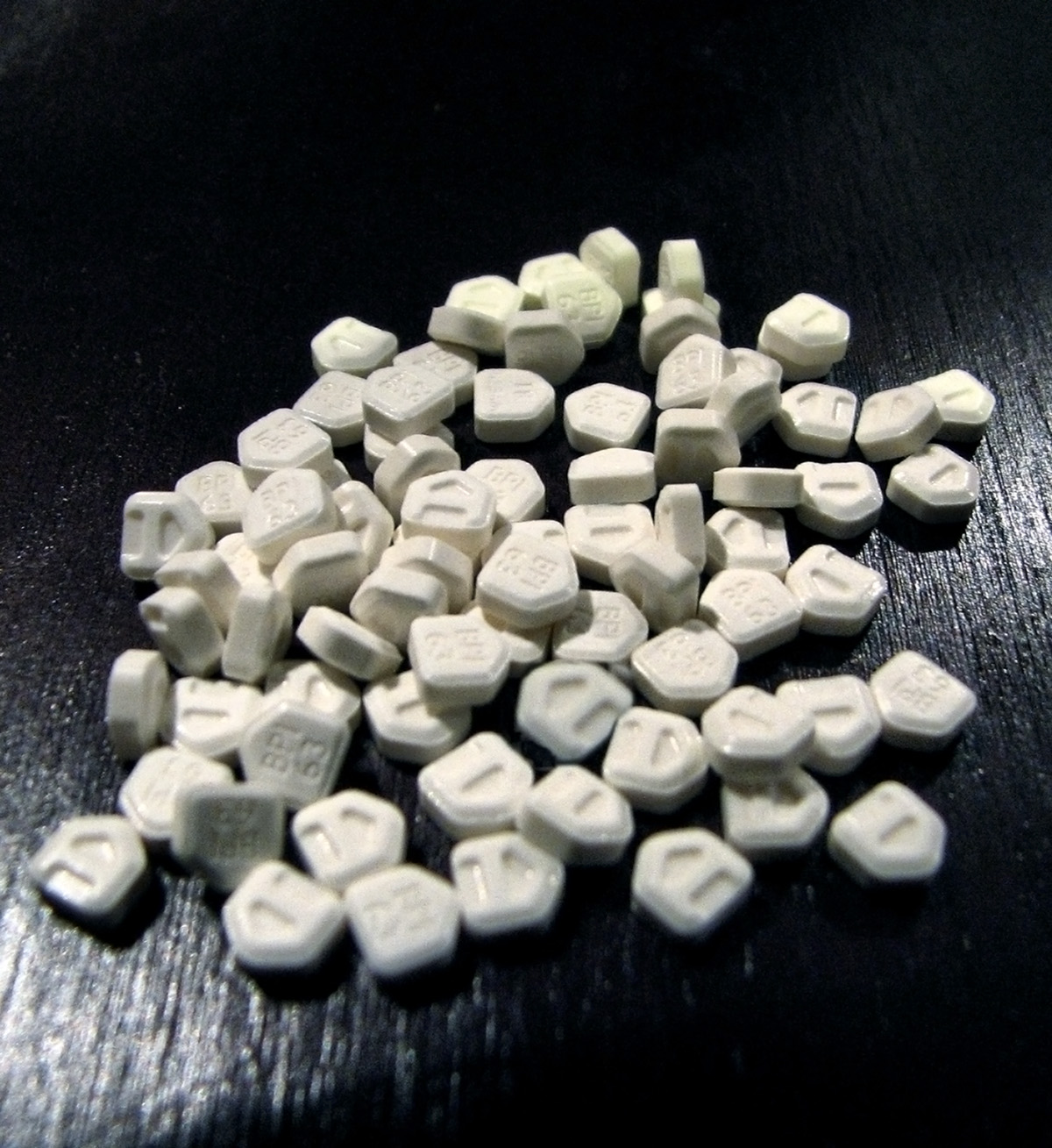
Tabletas de lorazepam, la primera línea de elección en el manejo del status epilepticus.

Poco después de haber sido introducido en el mercado en el año 1963, el diazepam se convirtió en la primera elección para el manejo del status epilepticus. Aunque otras benzodiacepinas resultan útiles, como el clonazepam, históricamente el diazepam se usó casi exclusivamente para estos pacientes. Ello comenzó a cambiar en 1975 con un estudio preliminar realizado con lorazepam, donde se constató que los efectos farmacológicos incluyen una más larga duración que la de la misma dosis de diazepam. Esto significa que el lorazepam no tiene que ser repetidamente inyectada como el diazepam, puesto que los efectos del diazepam tardan entre 5-15 minutos, a pesar de sus vida media de 30 horas (debido a una amplia redistribución del diazepam fuera del compartimento vascular por ser tan altamente liposoluble). También se ha encontrado que los pacientes tratados inicialmente con diazepam tenían una probabilidad mucho mayor de ser intubados en comparación con los pacientes que fueron tratados con fenobarbital, fenitoína, o el mismo lorazepam.
Hoy en día, la benzodiazepina de elección para el tratamiento inicial de un status epilepticus es el lorazepam debido a su larga (2-8 horas) duración de acción y su rápido inicio de acción. Se cree que debido a su alta afinidad por los receptores GABA y su baja liposolubilidad le permite permanecer en el compartimento vascular. Si no se dispone de lorazepam, se debe recurrir al diazepam. A veces, el fracaso de lorazepam por sí solo es considerado suficiente para clasificar un caso de status epilepticus como refractario. 
Fenitoína y fosfenitoína
Por un tiempo, la fenitoína fue otra terapia de primera línea, aunque la prodroga fosfenitoína puede administrarse tres veces más rápidamente y con un número mucho menor de reacciones en el sitio de inyección. Si se utilizan estas u otros derivados de la hidantoína, entonces se requiere monitorización cardíaca, especialmente si se administra por vía intravenosa. Debido a que las hidantoínas tardan 15-30 minutos para comenzar su efecto, se suele administrar conjuntamente con una benzodiacepina o barbitúricos. De todos modos, por razón de la corta duración del diazepam, estos son fármacos que suelen administrarse juntos.
Barbitúricos
Antes de que se descubrieran las benzodiacepinas, existían los barbitúricos, que todavía se usan hoy en día si las benzodiacepinas o las hidantoínas no son una opción viable. Estas se utilizan para inducir un coma barbitúrico. El barbitúrico más utilizado para ello es fenobarbital. El tiopental o pentobarbital pueden también ser utilizados para ese fin si las crisis tienen que ser detenenidas de inmediato o si el paciente ya se ha visto comprometida por una enfermedad subyacente o convulsiones inducidas tóxico-metabólicamente, sin embargo, en esas situaciones, el tiopental es el agente de elección.
El fracaso de la terapia fenobarbital no impide el éxito de un prolongado estado de coma inducido por una fuerte barbitúrico como el secobarbital. Tal fue el caso de Ohori, Fujioka, Ohta y col. en 1998, cuando produjeron un estado de coma largo de 10 meses (o "anestesia", como lo describieron) en una paciente de 26 años de edad con estado epiléptico refractario secundario a encefalitis vírica, posterior a lo cual, la sacaron del efecto del secobarbital muy lentamente con el uso concomitante de zonisamida.
Otros anestésicos

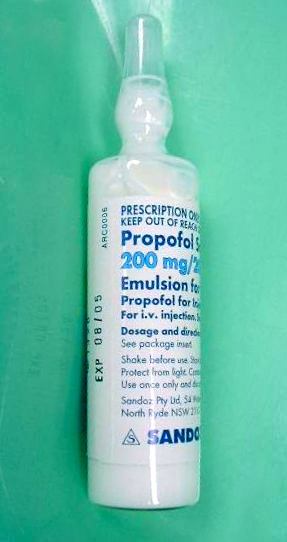
Ampolla de propofol, un anestésico general usado en casos refractarios del status epilepticus.

Si el tratamiento farmacológico resulta ineficaz con barbitúricos o no se pueden utilizar por alguna otra razón, entonces se intenta con un aestésico general, como el propofol, a veces se utiliza de una vez en segunda instancia después del fracaso del lorazepam. Esto también significa poner al paciente en respiración artificial. El propofol ha demostrado ser eficaz en las convulsiones en pacientes con estado epiléptico tipo mioclonos, pero desde el 2002, no ha habido casos de pacientes que hayan entrado en un estado epiléptico tipo moclonos, en tratamiento con propofol y que no haya fallecido de todos modos.
Lidocaína
El uso de lidocaína en estados epilépticos se registró por primera vez en 1955 por Bernhard, Boem y Hojeberg. Desde entonces, se ha utilizado en los casos refractarios al fenobarbital, diazepam y fenitoína, y se ha estudiado como alternativa a los barbitúricos y anestésicos generales. La lidocaína es un bloqueador de los canales de sodio y se ha utilizado en casos donde precisamente se ha sospechado trastornos de los canales de sodio. Sin embargo, en algunos estudios, se ha visto ineficaz o incluso perjudicial para la mayoría de los pacientes estudiados. Ello no resulta tan sorprendente a la luz del hecho de que se ha sabido que la lidocaína puede causar convulsiones en seres humanos y animales de laboratorio a dosis mayores de 15 μg/ml o 2-3 mg/kg.

## Pronóstico
Morbilidad secundaria al status epiléptico se relaciona directamente con la duración, la etiología y las complicaciones secundarias del status. Una duración superior a 20 minutos supone un riesgo muy elevado de lesiones neurológicas secundarias, (secuelas en un 20-40%).

## Complicaciones
Algunos trabajos han encontrado en pacientes adultos con estado epiléptico una asociación estadística entre el mal pronóstico con la etiología del estado epiléptico, la duración de este y la edad. Las complicaciones más comúnmente presentadas en estos pacientes incluyen:
- Hipoxia
- Acidosis Metabólica y Respiratoria
- Hipoglucemia
- Hipertensión inicial – hipotensión tardía
- Hiperkalemia
- Rabdomiólisis y falla renal aguda
- Arritmias
- Fallo cardiaco
- Edema pulmonar
- Neumonía por aspiración
- Hiperpirexia

### Mortalidad
Una crisis epiléptica es potencialmente letal. La muerte o daño cerebral permanente a causa de las convulsiones es poco común pero puede ocurrir si la convulsión es prolongada o si se presentan dos o más convulsiones en un período corto. La muerte o el daño cerebral son, más a menudo, causados por la falta prolongada de respiración y la resultante muerte del tejido cerebral por falta de oxígeno, así como trastornos en el control de la presión arterial y la temperatura corporal. La mortalidad y morbilidad entre los pacientes con crisis febriles prolongadas y estatus epiléptico idiopático son bajas. El estatus epiléptico debido a otras causas tiene una frecuencia de mortalidad mucho mayor y la causa de muerte suele tener una relación directa con la patología de base.